# Котроман
Котроман је насеље у Србији у општини Ужице у Златиборском округу. Према попису из 2022. било је 66 становника.

## Демографија
У насељу Котроман живи 141 пунолетни становник, а просечна старост становништва износи 40,7 година (41,2 код мушкараца и 40,3 код жена). У насељу има 55 домаћинстава, а просечан број чланова по домаћинству је 3,31.
Ово насеље је великим делом насељено Србима (према попису из 2002. године).
|  |

| Демографија | Демографија | Демографија |
| Година      | Становника  | Становника  |
| ----------- | ----------- | ----------- |
| 1948.       | 213         |             |
| 1953.       | 224         |             |
| 1961.       | 200         |             |
| 1971.       | 167         |             |
| 1981.       | 145         |             |
| 1991.       | 88          | 88          |
| 2002.       | 182         | 182         |

| Етнички састав према попису из 2002.‍ | Етнички састав према попису из 2002.‍ | Етнички састав према попису из 2002.‍ | Етнички састав према попису из 2002.‍ | Етнички састав према попису из 2002.‍ |
| ------------------------------------ | ------------------------------------ | ------------------------------------ | ------------------------------------ | ------------------------------------ |
|                                      |                                      |                                      |                                      |                                      |
| Срби                                 | Срби                                 |                                      | 181                                  | 99,45%                               |
| Македонци                            | Македонци                            |                                      | 1                                    | 0,54%                                |
| непознато                            | непознато                            |                                      | 0                                    | 0,0%                                 |

| Година пописа     | 1948. | 1953. | 1961. | 1971. | 1981. | 1991. | 2002. |
| ----------------- | ----- | ----- | ----- | ----- | ----- | ----- | ----- |
| Број домаћинстава | 41    | 46    | 49    | 45    | 41    | 28    | 55    |

| Број чланова      | 1 | 2  | 3 | 4  | 5 | 6 | 7 | 8 | 9 | 10 и више | Просек |
| ----------------- | - | -- | - | -- | - | - | - | - | - | --------- | ------ |
| Број домаћинстава | 7 | 18 | 4 | 12 | 9 | 4 | 0 | 0 | 0 | 1         | 3,31   |

| Пол    | Укупно | Неожењен/Неудата | Ожењен/Удата | Удовац/Удовица | Разведен/Разведена | Непознато |
| ------ | ------ | ---------------- | ------------ | -------------- | ------------------ | --------- |
| Мушки  | 69     | 13               | 53           | 3              | 0                  | 0         |
| Женски | 79     | 13               | 52           | 13             | 1                  | 0         |
| УКУПНО | 148    | 26               | 105          | 16             | 1                  | 0         |

| Пол    | Укупно                    | Пољопривреда, лов и шумарство | Рибарство                            | Вађење руде и камена | Прерађивачка индустрија       |
| ------ | ------------------------- | ----------------------------- | ------------------------------------ | -------------------- | ----------------------------- |
| Мушки  | 38                        | 2                             | 0                                    | 0                    | 28                            |
| Женски | 22                        | 1                             | 0                                    | 0                    | 14                            |
| УКУПНО | 60                        | 3                             | 0                                    | 0                    | 42                            |
| Пол    | Производња и снабдевање   | Грађевинарство                | Трговина                             | Хотели и ресторани   | Саобраћај, складиштење и везе |
| Мушки  | 0                         | 0                             | 0                                    | 1                    | 5                             |
| Женски | 0                         | 0                             | 1                                    | 2                    | 3                             |
| УКУПНО | 0                         | 0                             | 1                                    | 3                    | 8                             |
| Пол    | Финансијско посредовање   | Некретнине                    | Државна управа и одбрана             | Образовање           | Здравствени и социјални рад   |
| Мушки  | 1                         | 0                             | 1                                    | 0                    | 0                             |
| Женски | 0                         | 0                             | 0                                    | 1                    | 0                             |
| УКУПНО | 1                         | 0                             | 1                                    | 1                    | 0                             |
| Пол    | Остале услужне активности | Приватна домаћинства          | Екстериторијалне организације и тела | Непознато            | Непознато                     |
| Мушки  | 0                         | 0                             | 0                                    | 0                    | 0                             |
| Женски | 0                         | 0                             | 0                                    | 0                    | 0                             |
| УКУПНО | 0                         | 0                             | 0                                    | 0                    | 0                             |